# سعادى مشعر
السعادي المشعر أو سُعادى الرمل أو سُعادى أشعر (الاسم العلمي: Carex hirta) نوع نباتي يتبع جنس السعادي من الفصيلة السعدية.

## الموئل والانتشار
موطنه الأصلي المغرب العربي والقوقاز ومعظم مناطق أوروبا. أدخل إلى أمريكا الشمالية حيث ينتشر في بعض مناطق شمال شرق وغرب الولايات المتحدة الأمريكية وشرق كندا.

## مرادفات للاسم العلمي
- (باللاتينية: Carex hirta subsp. hirtiformis K. Richt.)